# Triaenodes injustus
Triaenodes injustus är en nattsländeart som först beskrevs av Hagen 1861.  Triaenodes injustus ingår i släktet Triaenodes och familjen långhornssländor. Inga underarter finns listade i Catalogue of Life.